# فرودگاه گبانگباتک
فرودگاه گبانگباتک (به انگلیسی: Gbangbatok Airport) یک فرودگاه با کد یاتا GBK است . این فرودگاه در کشور سیرالئون قرار دارد .

## شرکت‌های هواپیمایی و مقصدهای پروازی
| شرکت‌های هواپیمایی | مقصدهای پروازی  |
| ----------------- | --------------- |
| Eagle Air         | چارتر: هاستینگز |